# 亚尔斯科耶农村居民点
亚尔斯科耶农村居民点（俄语：Ярское сельское поселение）是俄罗斯联邦别尔哥罗德州新奥斯科尔区所属的一个农村居民点。其下辖有8个居民点，行政中心为亚尔斯科耶。据2016年统计，该农村居民点的人口为1466人。